# David de la Mar

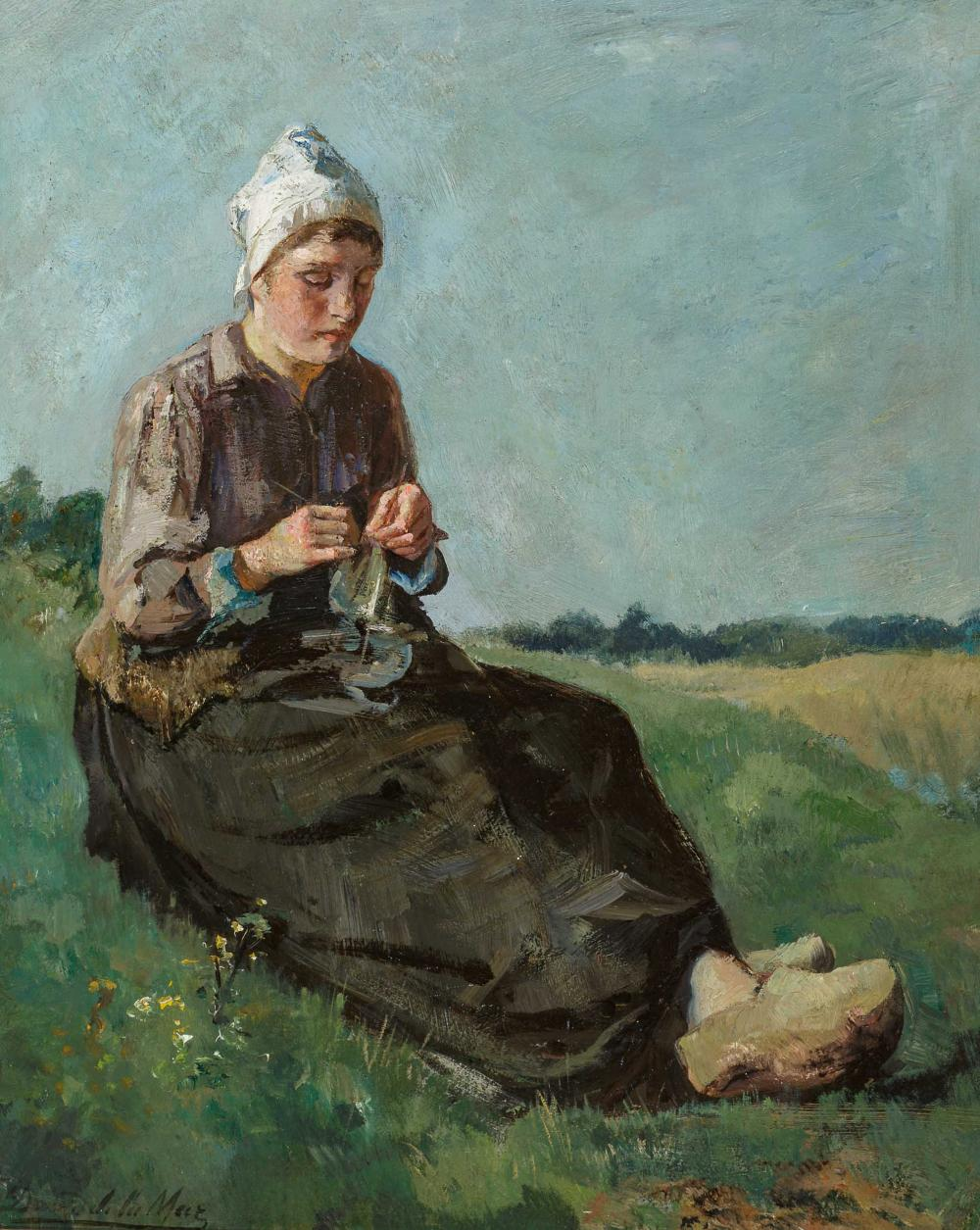
Eine Bäuerin, die auf einem Feld strickt

David de la Mar (* 14. März 1832 in Amsterdam; † 6. August 1898 in Hilversum) war ein niederländischer Genremaler jüdischer Abstammung.
David wuchs in einer großen Familie auf. Sein Vater Abraham hatte neun Kinder mit seiner ersten Frau. Nach dem Tod seiner Frau heiratete sein Vater erneut und acht weitere Kinder wurden in zweiter Ehe geboren.
David de la Mar wurde an der Koninklijke Akademie van Beeldende Kunsten (Amsterdam) ausgebildet, bevor er das Studium an der École nationale supérieure des beaux-arts de Paris bei Auguste Antoine Ernest Hébert fortsetzte. Als Absolvent erhielt er 1867 eine lobende Erwähnung in der Kategorie Aktmalerei.
Er malte Genrebilder aus dem täglichen Leben der niederländischen Provinz. Seine Werke wurden von der frühen Haager Schule beeinflusst und stellen eine Mischung aus französischem Impressionismus und niederländischem Realismus dar.
1867 wurde David Mitglied von „Arti et Amicitiae“. 1878 wurde David Mitglied der sozialen Künstlervereinigung Kunstgezelschap MAB.
Die Amsterdamer Künstler Adolph Artz (1837–1890), David de la Mar und Jozef Israëls (1824–1911) gehörten zum Freundeskreis um Anton Mauve (1838–1888). David de la Mar besuchte oft, meist mit seinen Freunden, die malerische Het-Gooi-Region in der Provinz Noord-Holland.
David de la Mar starb unerwartet im Haus seines Bruders Alexander in Hilversum und wurde in Amsterdam auf dem Beth Haim in Ouderkerk aan de Amstel Friedhof beigesetzt.